# Atlético La Fría Fútbol Club
Atlético La Fría Fútbol Club es un equipo de fútbol venezolano, ubicado en La Fría, Municipio García de Hevia, del estado Táchira. Fundado en 2011, participó en la Tercera División de Venezuela, teniendo como sede el Polideportivo "Humberto Laurano", ubicado en La Fría.

## Historia
Su transitar en los torneos profesionales de la FVF comenzó en la Tercera División Venezolana 2012/13, concretamente en el Torneo Clausura 2013, entrando como aspirante. Compartió el Grupo Occidental con otros 5 rivales, entre ellos Fundación Deportivo El Vigía, la Casa D'Italia Maracaibo y otro aspirante que sería el gran rival del cuadro garciaheviense, el Deportivo JBL del Zulia. Tras un gran rendimiento futbolístico, culmina en la primera casilla de grupo, sumando 24 unidades y manteniendo el invicto durante todo el semestre, un debut de ensueño para el humilde club de La Fría. Con varias dificultades económicas y la ausencia de apoyo, toma parte en la Tercera División Venezolana 2013/14, nuevamente en el Grupo Occidental, teniendo como rivales a varios de los equipos que enfrentó el semestre pasado. Una goleada, en condición de visitante ante el Deportivo JBL del Zulia de 5-0 en la primera jornada y la derrota ante el Deportivo Táchira B en condición de local en la jornada 4 serían el presagio de uno de los peores semestres para un equipo en la historia de la tercera categoría del balompié venezolano: 10 derrotas en todo el semestre, una diferencia de goles de -33 y un par de incomparecencias le ubicaron, obviamente, en la última casilla de grupo. Aunque no todo fueron malas noticias, el equipo sub-18 del cuadro garciaheviense, que participó en la serie interregional para esa temporada, lograba buenos resultados que le permitieron avanzar a los octavos de final, siendo eliminados en esa instancia por el equipo sub-18 de Potros de Barinas FC
Tras muchos esfuerzos, el 8 de febrero de 2014, se dio a conocer la noticia de que, tras haber obtenido los recursos económicos, tomaría parte en el Clausura 2014 tras el escabroso semestre anterior, una gran oportunidad para el novel cuadro garciaheviense de lavar la imagen dejada el torneo anterior. Compartió el Grupo Occidental II con rivales que entraron como aspirantes a la categoría, entre ellos Junidense Fútbol Club, el CF Gilberto Amaya y Policía del Táchira FC; fueron un total de 18 puntos sumados, 5 victorias en 10 compromisos y un semestre con un rendimiento futbolístico ostensiblemente mejor que el anterior, lo que llevó al equipo de La Fría a ubicarse en tercera posición de grupo, dejando su escabroso semestre anterior como un muy mal recuerdo, tras la mejora en su rendimiento.
Ese semestre fue su última incursión hasta el momento en los torneos profesionales de la Federación Venezolana de Fútbol, en la actualidad se encuentra compitiendo en torneos de categorías juveniles a nivel local y regional.